# Militärreitanstalt

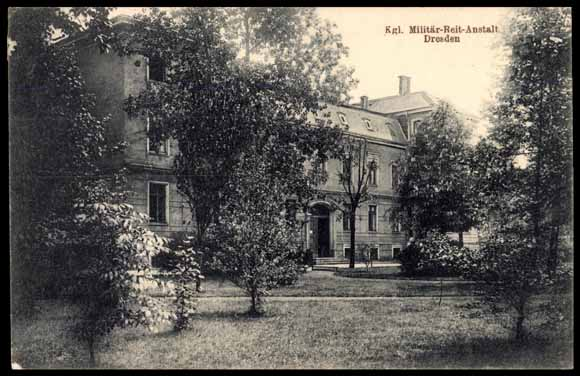
Kgl. Militär-Reit-Anstalt, Ansichtskarte (1908)

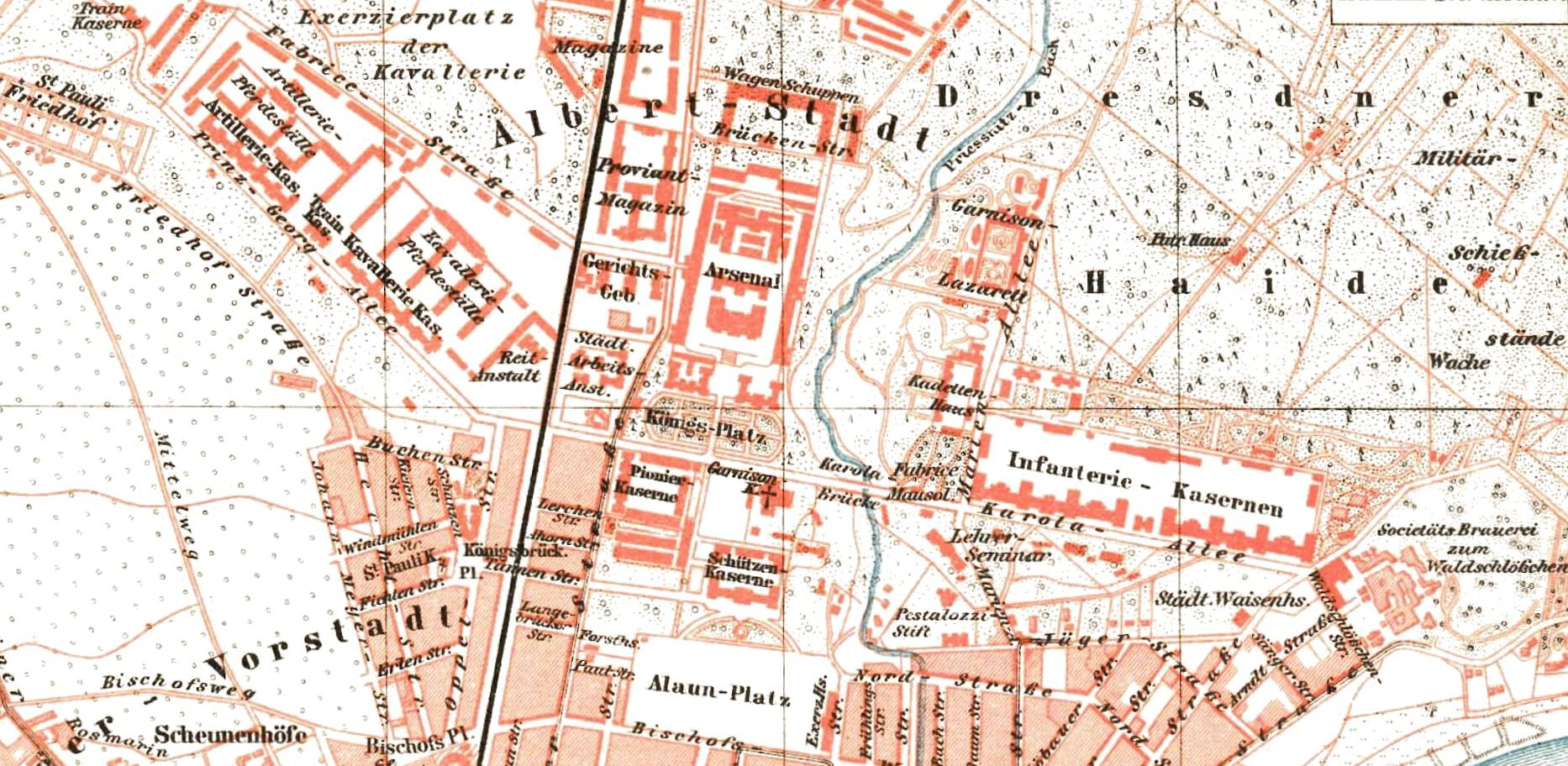
Die Albertstadt 1895: Links oben die Baulichkeiten der Kavallerie zwischen der Königsbrücker Straße und dem St.-Pauli-Friedhof

Die Militärreitanstalt in der Dresdner Albertstadt, auch Militär-Reitanstalt Dresden bzw. Königliche Militär-Reit-Anstalt, „diente der Förderung der Reitfertigkeit der jungen Offiziere, v. a. der Kavallerie und der Artillerie, der Zöglinge der Militärbildungsanstalt sowie der Pferdedressur.“
Sie entstand 1864 aus der 1850 in Dresden gegründeten Militärreitschule. Sie war eine von drei solchen Institutionen im kaiserlichen Deutschland.
Die an der Prinz-Georg-Allee (heute Stauffenbergallee) errichteten Gebäude wurden am 8. April 1879 eingeweiht: es handelte sich dabei um zwei Kasernengebäude für Ausbilder und Kommandierte sowie Stallgebäude für 160 Pferde und einen Reit- bzw. Exerzierplatz nördlich davon.
Die Reitanstalt wurde 1891 einem Inspekteur unterstellt, eine Position, die ab 1895 von dem Generalmajor Karl Emil Kirchner wahrgenommen wurde, der gleichzeitig Kommandeur der dort untergebrachten 1. Kavallerie-Brigade Nr. 23 war. Neben der Reitanstalt und der Kommandantur lag dort auch die Fabrice-Kaserne des der Brigade unterstellten Königlich Sächsischen Garde-Reiter-Regiments.
Zum Ende des Zweiten Weltkriegs wurde das Areal durch Bomben schwer beschädigt. Nach dem Kriegsende wurden die Trümmer beräumt und es entstand die Kleingarten-Sparte „Friedenswacht“. Das Vereinsheim befindet sich über den Grundmauern der zerstörten Reithalle. Lediglich die über 1000 Meter lange Umfassungsmauer der Kaserne ist vollständig erhalten; hinzu kommt ein Restgebäude der ehemaligen Reitanstalt, das durch die sächsische Polizei genutzt wird.